# Мід (кратер)
Мід — ударний кратер на Венері. Названий на честь антрополога Маргарет Мід. Розміщений на північ від землі Афродіти і на схід від області Ейстли.
Це найбільший ударний кратер Венери, його діаметр становить 270 кілометрів. У нього є внутрішнє і зовнішнє кільця, навколо зовнішнього видно сліди викидів. Дно кратера виглядає дуже схожим морфологічно в порівнянні з навколишньою поверхнею планети. Кратер відносно неглибокий, можливо через заповнення кратера розплавленими гірськими породами, що утворилися внаслідок удару, або ж вулканічною лавою.